# Mart Laar
Mart Laar (Viljandi, 22 aprile 1960) è un politico e storico estone.
Ha ricoperto per due volte (1992-1994 e 1999-2002) l'incarico di Primo ministro dell'Estonia.

## Biografia
Laureato all'Università di Tartu nel 1983, conseguì il dottorato presso lo stesso ateneo nel 1995. Autore di numerosi trattati sulla storia dell'Estonia e della Russia, ha insegnato Storia a Tallinn ed è stato presidente del Consiglio degli storici della fondazione per il Patriomonio estone, della Società per la tutela della storia estone e dell'Associazione degli studenti universitari estoni. La sua opera più influente è stata War in the Woods: Estonia's Struggle for Survival, 1944-1956, edita in inglese nel 1992 e dedicata ai "Fratelli della foresta", i partigiani della resistenza antisovietica. Nel 2006 gli fu assegnato dal Cato Institute il Milton Friedman Prize, "per avere dato un contributo significativo all'avanzamento verso la libertà".

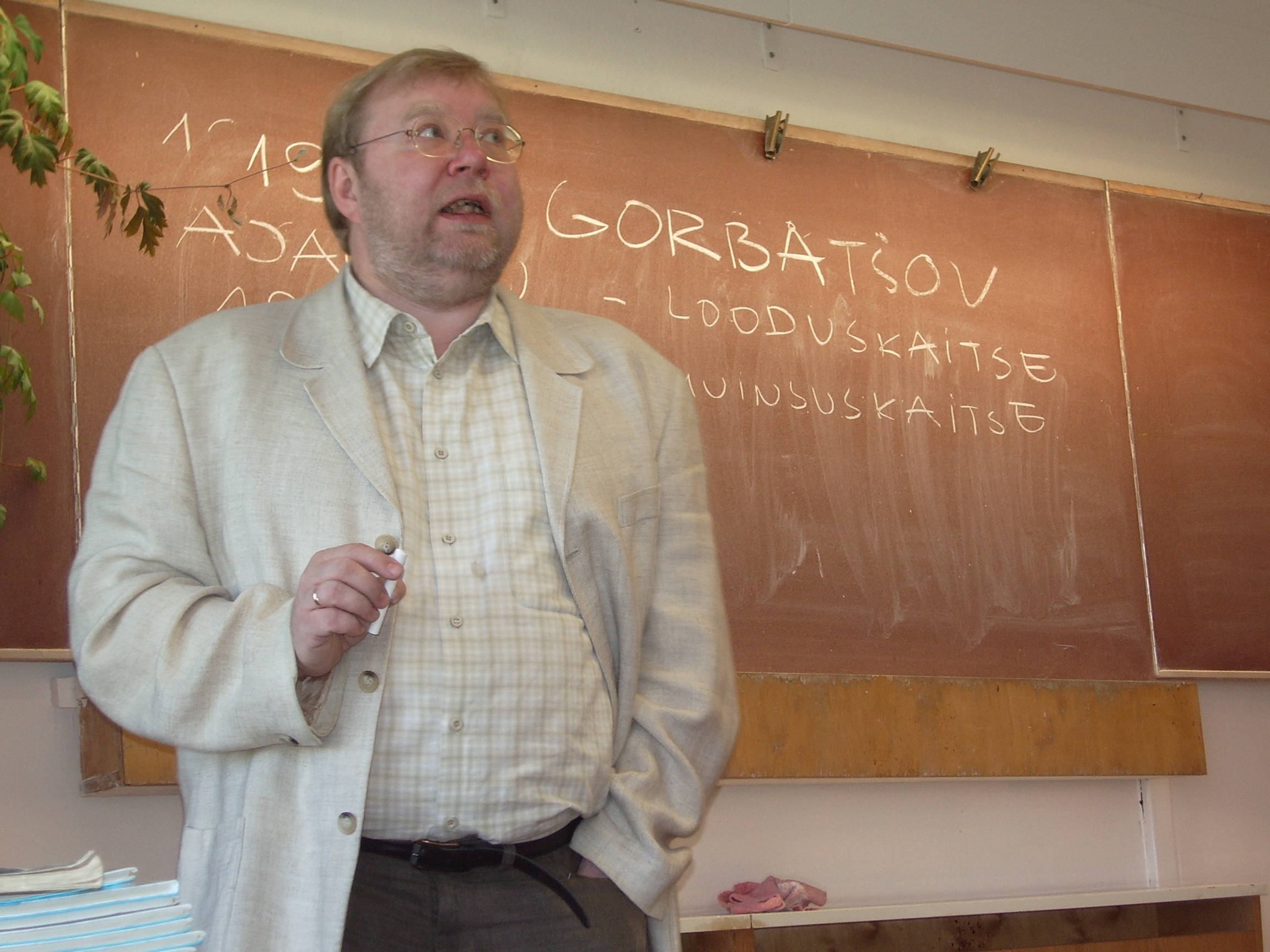
Mart Laar (2006)

## La carriera politica

### Il primo governo (1992-1994)
Membro del partito di destra Unione della Patria, venne nominato dal Riigikogu (il Parlamento estone) Primo ministro dell'Estonia il 21 ottobre 1992. Il suo fu il primo esecutivo dopo la fase di transizione seguita alla riconquista dell'indipendenza del Paese.
Questo suo primo gabinetto cadde nel 1994, quando il Parlamento votò la sfiducia in seguito a uno scandalo finanziario: Laart fu accusato dall'opposizione di aver mentito al popolo, cedendo miliardi di banconote di rubli (raccolti in seguito all'introduzione della corona estone) ai separatisti della Cecenia anziché alla Russia, secondo gli accordi.

### Il secondo governo (1999-2002)
Nel 1999 formò il suo secondo governo, che si segnalò per il grande impulso dato alla crescita economica del Paese in vista dell'ingresso dell'Estonia nell'Unione europea. L'esecutivo cadde nel 2002.
Alle elezioni parlamentari del 2007 si presentò come candidato primo ministro per l'Unione Patria e Res Publica, ottenendo risultati deludenti (17,9%, il 14% in meno rispetto alle elezioni precedenti).

## Attuale governo
Attualmente in seno del Governo Ansip III, ha ricoperto la carica di Ministro della Difesa.